# Wybory do Parlamentu Europejskiego w Danii w 2014 roku
Wybory do Parlamentu Europejskiego VIII kadencji w Danii zostały przeprowadzone 25 maja 2014. Duńczycy wybrali 13 deputowanych. Wybory zakończyły się zwycięstwem eurosceptycznej Duńskiej Partii Ludowej. Frekwencja wyniosła 56,4%.
Przed wyborami swoje listy (na potrzeby późniejszego podziału mandatów) zblokowały Venstre i Konserwatywna Partia Ludowa, a także Socialdemokraterne z Det Radikale Venstre i Socjalistyczną Partią Ludową.

## Wyniki wyborów
| Lista wyborcza | Lista wyborcza               | Główny kandydat        | Głosy   | %    | +/−   | Mandaty | +/− |
| -------------- | ---------------------------- | ---------------------- | ------- | ---- | ----- | ------- | --- |
| O              | Duńska Partia Ludowa         | Morten Messerschmidt   | 605 889 | 26,6 | +10,3 | 4       | +2  |
| A              | Socialdemokraterne           | Jeppe Kofod            | 435 245 | 19,1 | −2,4  | 3       | −1  |
| V              | Venstre                      | Ulla Tørnæs            | 379 840 | 16,7 | −3,5  | 2       | −1  |
| F              | Socjalistyczna Partia Ludowa | Margrete Auken         | 249 305 | 11,0 | −4,9  | 1       | −1  |
| C              | Konserwatywna Partia Ludowa  | Bendt Bendtsen         | 208 262 | 9,1  | −3,6  | 1       | –   |
| N              | Ruch Ludowy przeciw UE       | Rina Ronja Kari        | 183 724 | 8,1  | +0,9  | 1       | –   |
| B              | Det Radikale Venstre         | Morten Helveg Petersen | 148 949 | 6,5  | +2,2  | 1       | +1  |
| I              | Sojusz Liberalny             | Christina Egelund      | 65 480  | 2,9  | +2,3  | 0       | –   |